# سنگین‌وزن (هنرهای رزمی ترکیبی)
سنگین‌وزن (انگلیسی: Heavyweight) از دسته‌های وزنی در مسابقات هنرهای رزمی ترکیبی است، که ورزشکاران بین ۲۰۶ تا ۲۶۵ پوند (۹۳٫۴ تا ۱۲۰٫۲ کیلوگرم) را در بر می‌گیرد. دسته سنگین‌وزن، سنگین‌تر از نیمه‌سنگین‌وزن است و اغلب آخرین دسته وزنی از مبارزان در مسابقات محسوب می‌شود. در مسابقات حرفه‌ای هنرهای رزمی ترکیبی مانند سازمان یواف‌سی، دسته سنگین‌وزن، هشتمین و آخرین شاخه وزنی از ورزشکاران را تشکیل می‌دهد.